# 聖史若望主教座堂 (朴次茅斯)
聖史若望主教座堂（英語：Cathedral of St John the Evangelist）是位於英國英格蘭肯特郡城市朴次茅斯的一座天主教教堂，也和朴次茅斯座堂並為朴次茅斯的兩座主教座堂。教堂完成於1882年，是朴次茅斯第一座主教座堂。這座教堂是天主教朴次茅斯教區的主教座堂。

## 外部連結
- Cathedral of St John the Evangelist, Portsmouth （页面存档备份，存于）
- Official website of the Diocese of Portsmouth （页面存档备份，存于）
- Diocese of Portsmouth （页面存档备份，存于）